# Andy Lapthorne
Andrew „Andy“ David Lapthorne (* 11. Oktober 1990 in Middlesex) ist ein britischer Rollstuhltennisspieler.

## Karriere
Andy Lapthorne leidet an infantiler Cerebralparese und begann 2005 in Vollzeit mit dem Rollstuhltennis. Er startet in der Klasse der Quadriplegiker.
2012 in London nahm er an seinen ersten Paralympischen Spielen teil. Im Doppel gewann er mit Peter Norfolk die Silbermedaille, nachdem sie im Endspiel David Wagner und Nick Taylor unterlagen. Im Einzel schied er bereits in der ersten Runde aus.
Beim Wheelchair Tennis Masters gewann er bislang einen Titel. 2010 setzte er sich mit Peter Norfolk im Doppelfinale gegen David Wagner und Nick Taylor durch. Eine zweite Finalteilnahme im Doppel folgte 2014. Im Einzel stand er 2011 und 2012 im Finale: 2011 unterlag er Noam Gershony in drei Sätzen, 2012 verlor er gegen David Wagner in zwei Sätzen. Bei Grand-Slam-Turnieren gewann er bislang zwei Titel im Einzel sowie 16 weitere im Doppel.
In der Weltrangliste erreichte er im Jahr 2020 seine beste Platzierung im Einzel mit Rang eins. Im Doppel gelang ihm die Führung in der Weltrangliste bereits im Jahr 2011.